# Humac (Ljubuški)
Pour les articles homonymes, voir Humac.
Humac (en cyrillique : Хумац) est un village de Bosnie-Herzégovine. Il est situé dans la municipalité de Ljubuški, dans le canton de l'Herzégovine de l'Ouest et dans la fédération de Bosnie-et-Herzégovine. Selon les premiers résultats du recensement bosnien de 2013, il compte 2 824 habitants.

## Histoire
Sur le territoire du village se trouvent les vestiges du camp romain de Gračine ; ces ruines parfois asociées à l'antique Bigeste, sont inscrites sur la liste des monuments nationaux de Bosnie-Herzégovine.

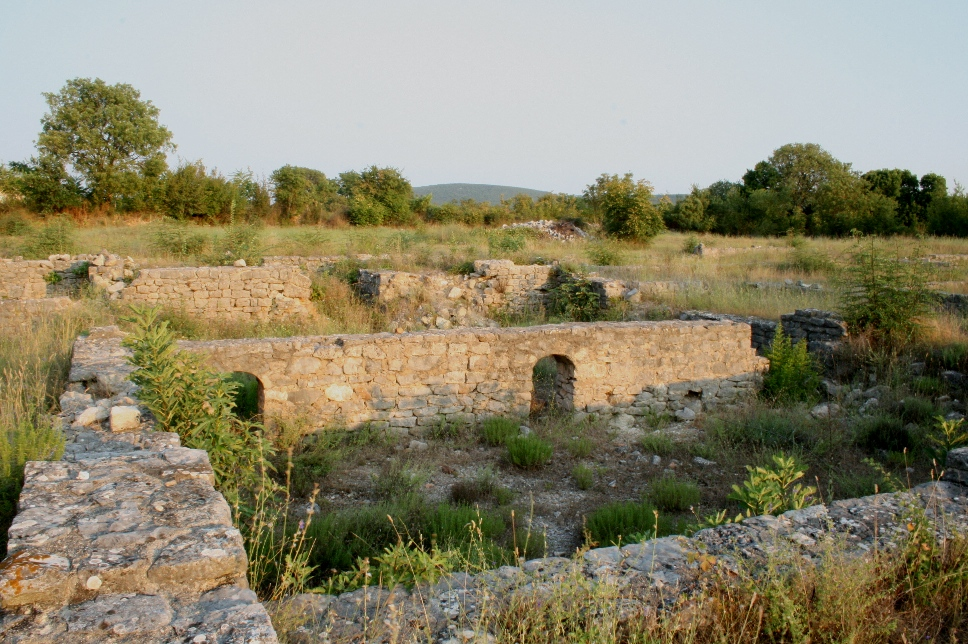
Vue partielle des vestiges du camp romain de Gračine

Le couvent franciscain de Humac, avec son église, est également classé ; ce monastère abrite un important musée où la célèbre plaque de Humac, datant du XIe ou XIIe siècle, retrouvée dans le village, est aujourd'hui conservée.

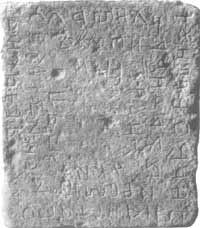
La plaque de Humac

## Démographie

### Évolution historique de la population
| 1948  | 1953  | 1961  | 1971  | 1981  | 1991  | 2013  |
| ----- | ----- | ----- | ----- | ----- | ----- | ----- |
| 1 040 | 1 022 | 1 060 | 1 182 | 1 279 | 1 572 | 2 824 |

|  |